# Isola della Scala
Isola della Scala é uma comuna italiana da região do Vêneto, província de Verona, com cerca de 10.497 habitantes. Estende-se por uma área de 69,89 km², tendo uma densidade populacional de 152 hab/km². Faz fronteira com Bovolone, Buttapietra, Erbè, Nogara, Oppeano, Salizzole, Trevenzuolo, Vigasio.

## Demografia
| Variação demográfica do município entre 1861 e 2011                               |
|                                                                                   |
| Fonte: Istituto Nazionale di Statistica (ISTAT) - Elaboração gráfica da Wikipedia |